# BMW E63
Die BMW 6er-Reihe (interne Bezeichnung: E63 – Coupé, E64 – Cabriolet) ist ein zwischen 2003 und 2010 gebauter PKW im Segment der Oberklasse.

## Modellgeschichte

### Allgemeines
Im Spätsommer 2003 wurde das Fahrzeug, formal auf der IAA Frankfurt, als Nachfolger des Mitte 1999 eingestellten 8er-Coupés E31 vorgestellt. Im Design des Fahrzeugs wird eine Ähnlichkeit zum 1999 vorgestellten Konzeptfahrzeug BMW Z9 gesehen.  Die Bezeichnung „6er“ wurde auch bei der im Frühjahr 1989 eingestellten Baureihe E24 verwendet.
Im August 2003 begann die Produktion der wiederbelebten 6er-Reihe als Coupé. Ab April 2004 bot BMW erstmals offiziell ein 6er-Cabriolet mit der internen Bezeichnung E64 an. Es wurde im Dezember 2003 vorgestellt und wurde vor Publikum formell erstmals auf der North American International Auto Show (NAIAS) 2004 im Januar 2004 gezeigt. Die M-Variante M6 stellte der Hersteller als Coupé auf dem Genfer Auto-Salon im Frühjahr 2005 vor. Im Herbst 2005 zeigte Alpina erstmals den auf dem E64/E63 basierenden Alpina B6.

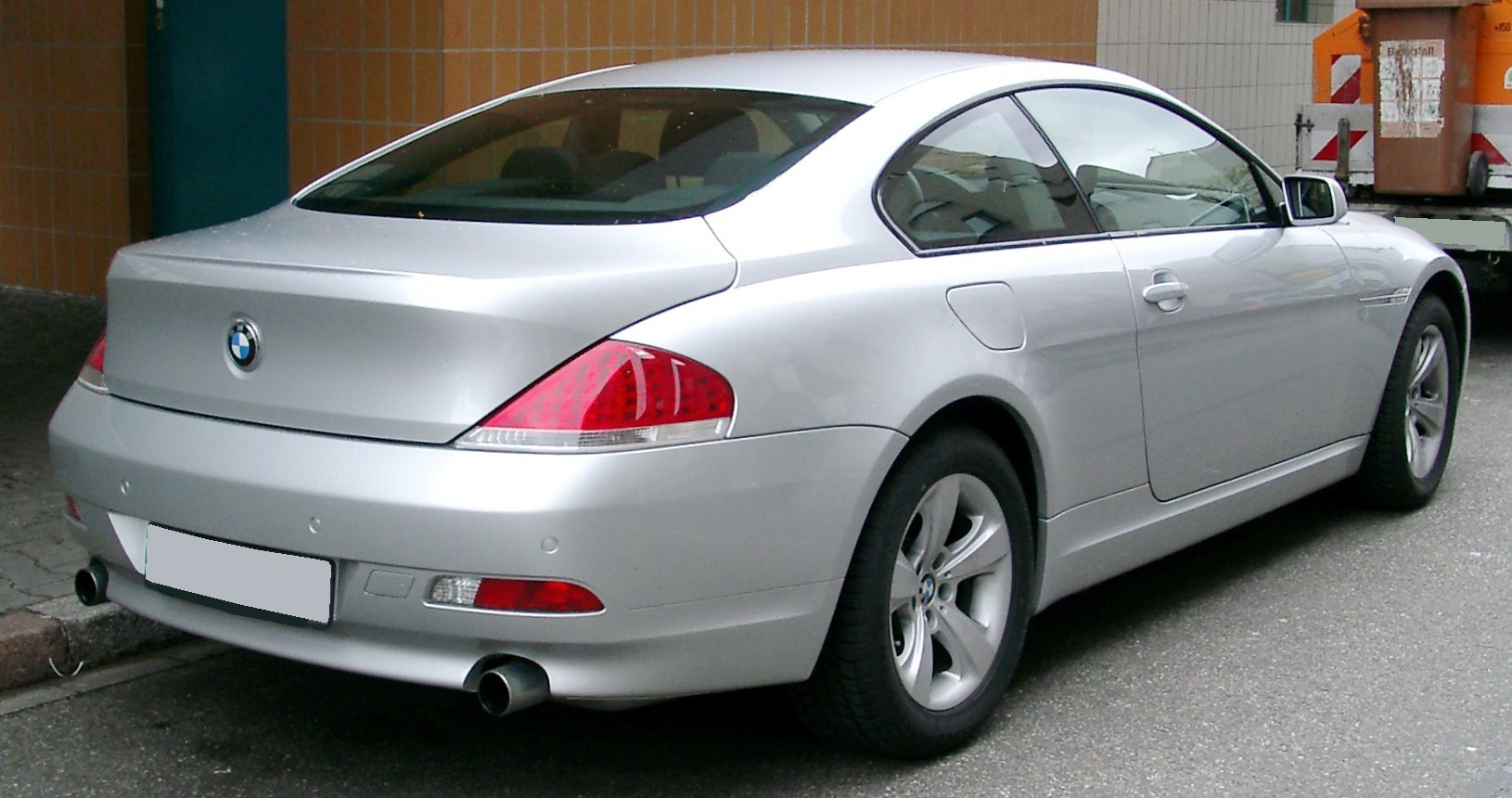
Heckansicht
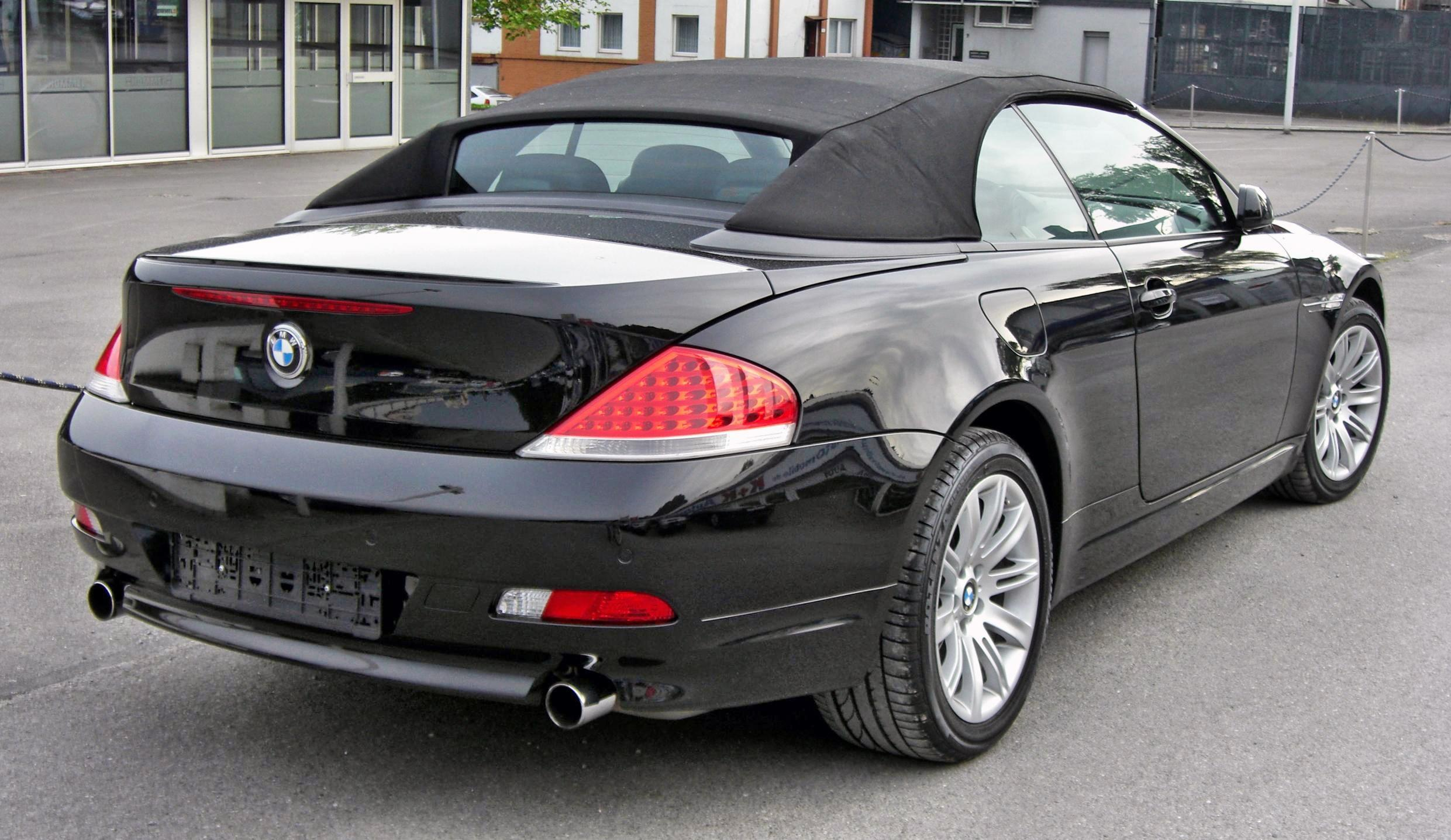
BMW 6er Cabrio (2004–2007)
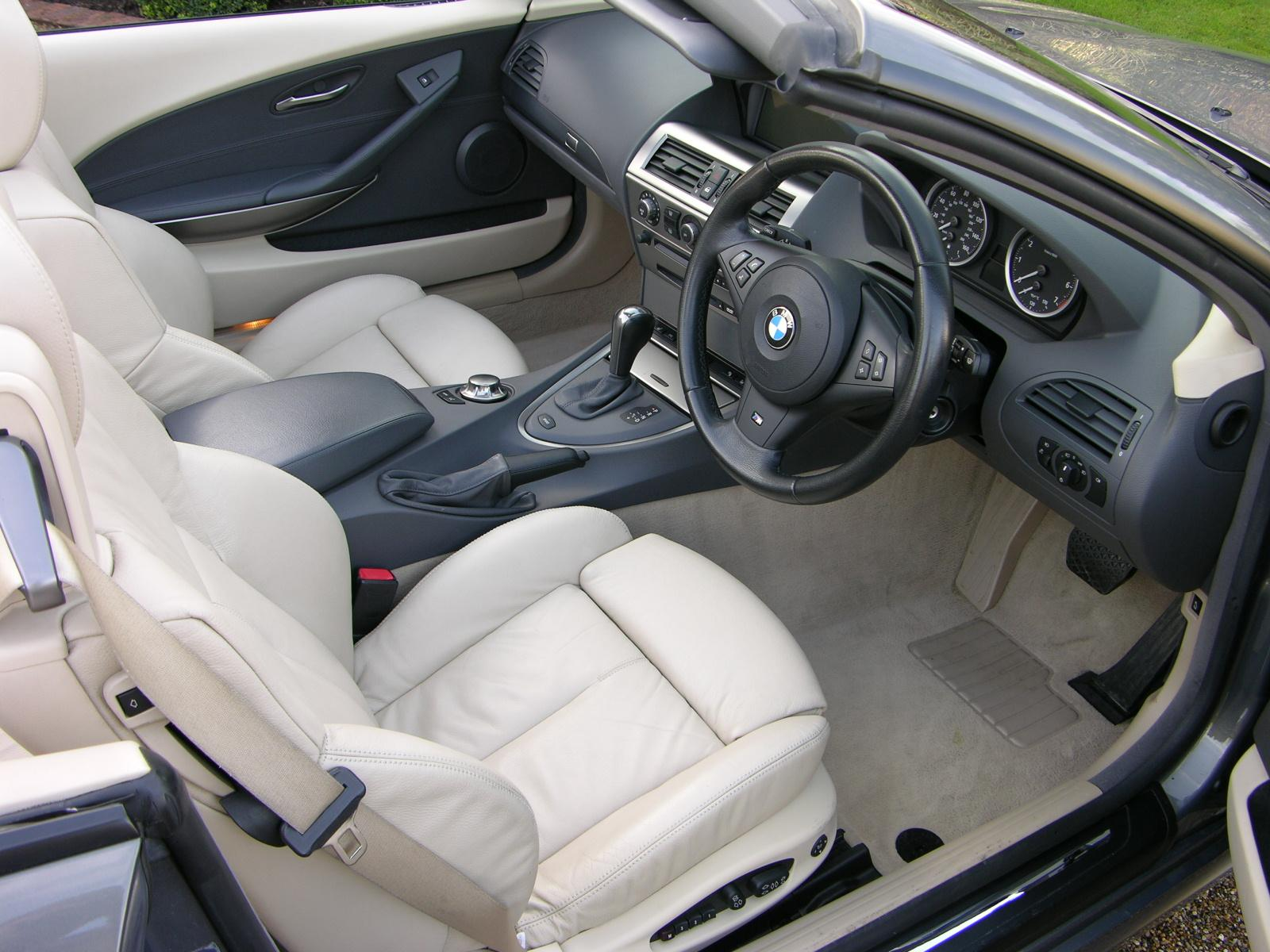
Innenraum

### Modellpflege
Am 6. Oktober 2007 kam die überarbeitete 6er-Reihe auf den Markt. Offiziell erstmals auf einer Fahrzeugmesse gezeigt wurde sie einen Monat zuvor auf der IAA 2007.
Neben den Motoren wurde auch das Außen- und Innendesign leicht verändert. Unter anderem wurde die dritte Bremsleuchte in den Kofferraumdeckel integriert. Die Reflektoren im hinteren Stoßfänger sind flacher und lassen das Heck somit breiter erscheinen. Weiter bekamen die Modelle crashaktive Kopfstützen.
Im Juli 2010 wurde die Produktion der 6er-Reihe beendet. Der Nachfolger F12/F13 ist als Cabriolet (F12) im Frühjahr 2011 auf den Markt gekommen. Das Coupé F13 erschien im Herbst 2011.

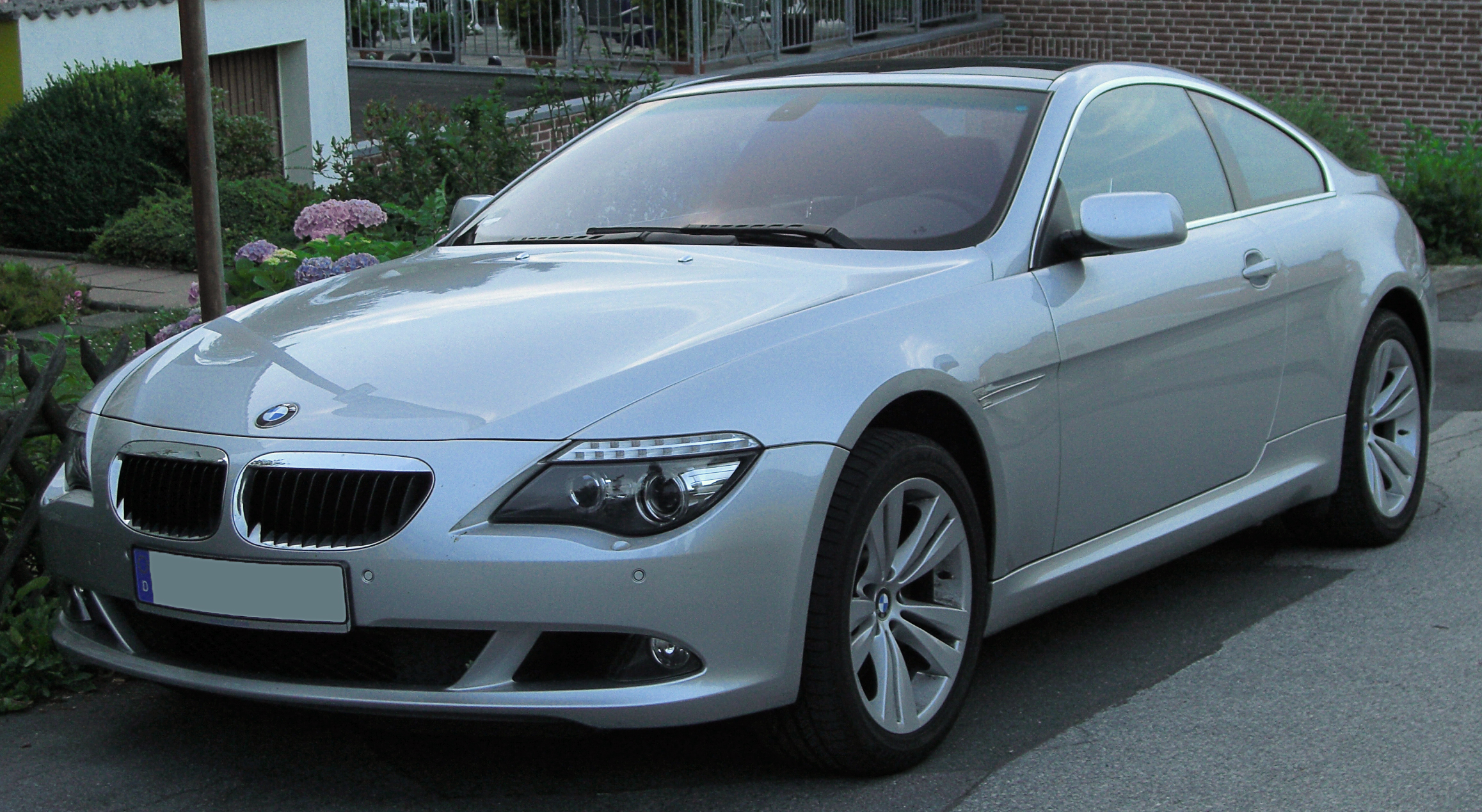
BMW 6er Coupé (2007–2010)
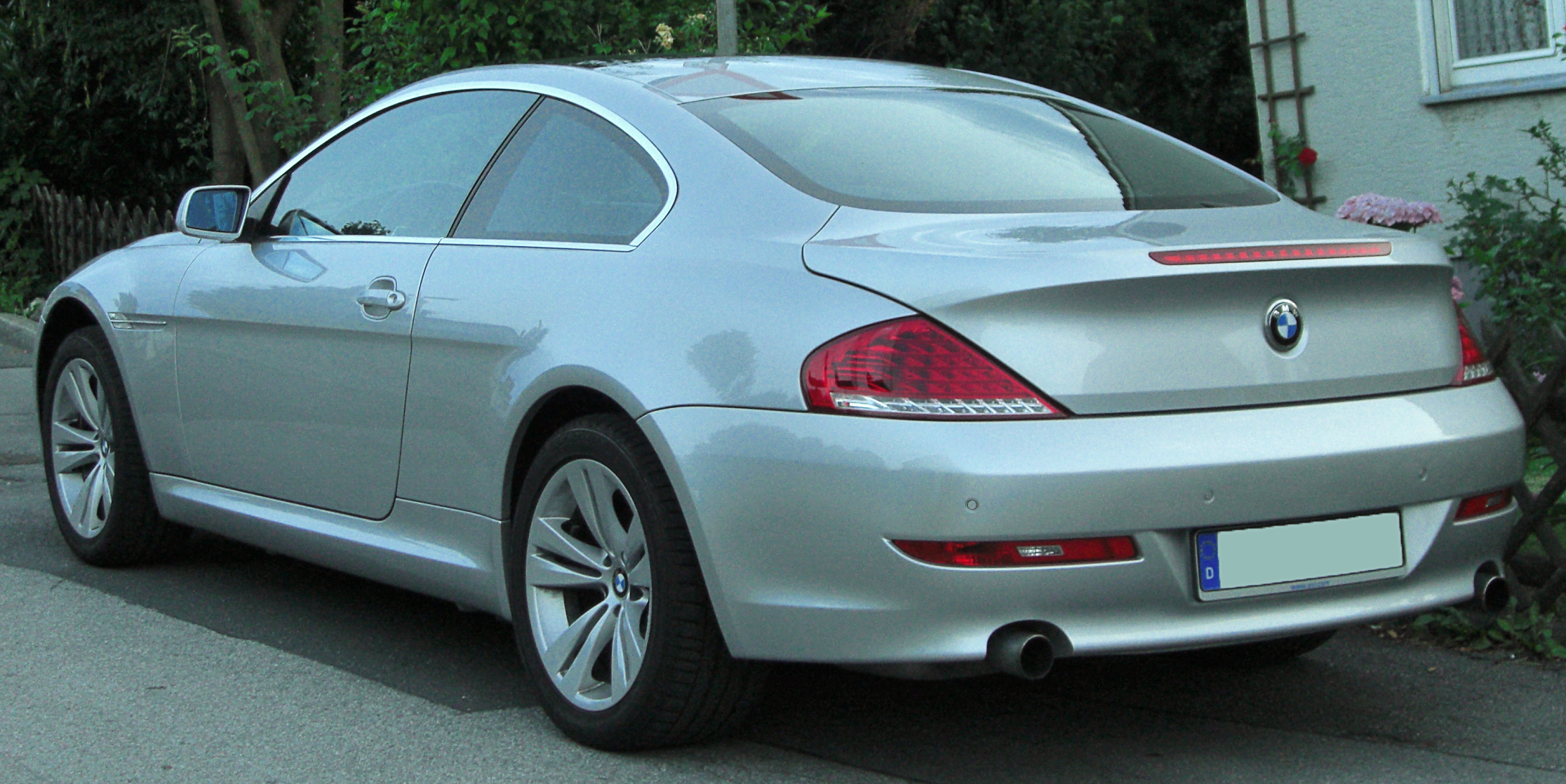
Heckansicht
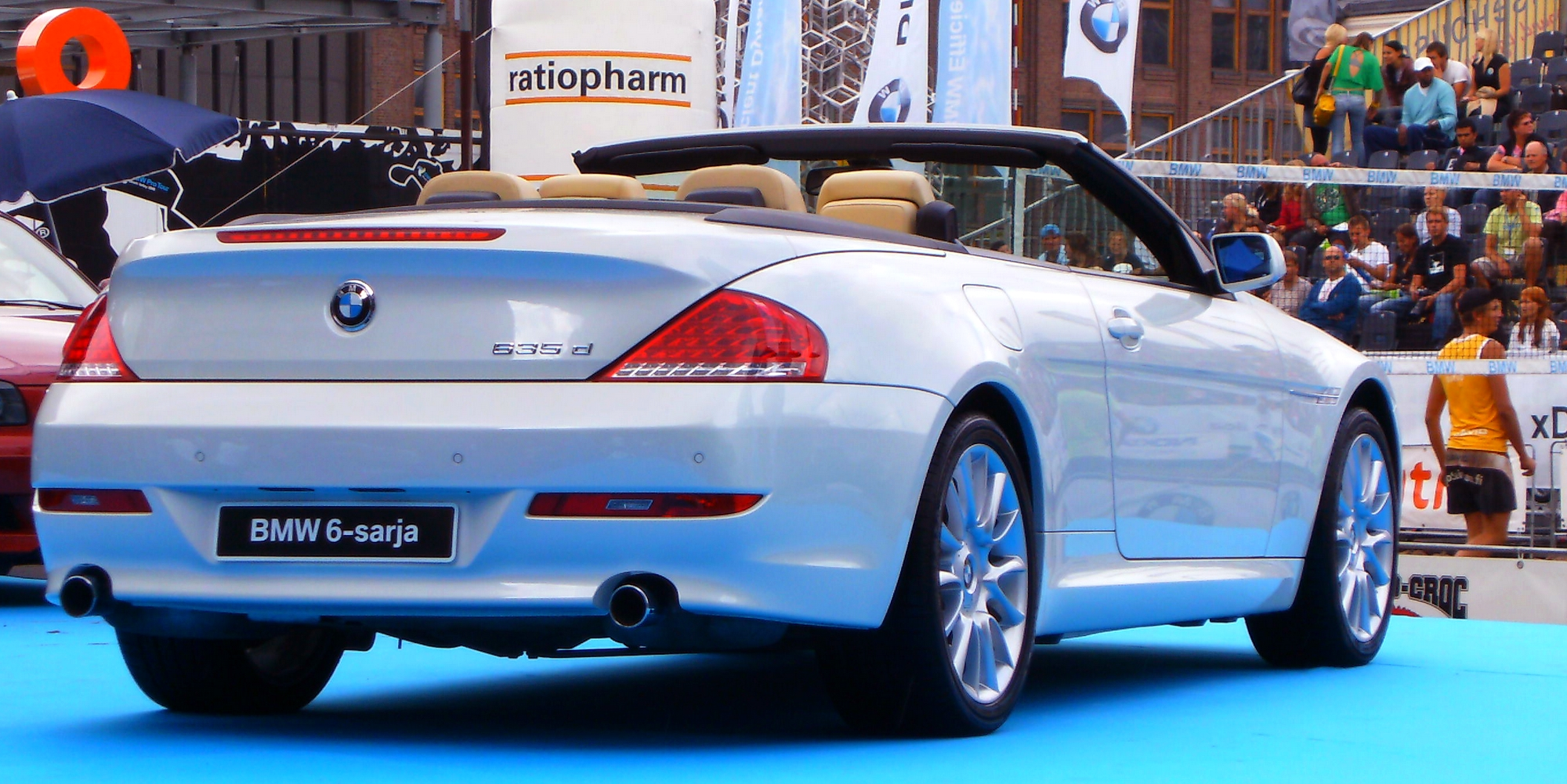
BMW 635d Cabrio (2007–2010)

## Technik
Das Fahrzeug basiert auf der Plattform des E60 aus der im Juni 2003 erneuerten 5er-Reihe. Gleiches gilt für die Motoren sowie die Technikkomponenten. So wurde für beide Fahrzeuge auf Wunsch eine Lenkung mit variabler Übersetzung angeboten (Aktiv-Lenkung). Wie bei der Fünfer-Limousine wird für die Karosserie eine Aluminium-Stahl-Mischbauweise verwendet, was auch den gewichtsreduzierten Aluminium-Vorderwagen (GRAV) beinhaltet.

### Antrieb
Zum Marktstart war nur das Coupé als 645Ci mit einem Ottomotor mit 4,4 Litern Hubraum und 245 kW (333 PS) maximaler Leistung erhältlich.  Wenige Monate danach kam auch eine weitere Variante als 630i als Coupé und Cabriolet in die Angebotsliste hinzu. Der Sechszylindermotor verfügt über drei Liter Hubraum und leistet maximal 190 kW (258 PS).
Im Juli 2005 wurde der 645Ci durch den 650i ersetzt. Der 4,8 Liter große V8-Motor bot eine maximale Leistung von 270 kW (367 PS) und hatte ein höheres maximales Drehmoment als der 4,4-l-Motor. Auch diesen Antrieb gab es sowohl im Coupé als auch im Cabriolet.
Mit der Modellpflege wurden zwei neue Motoren eingeführt: ein Sechszylinder-Ottomotor mit Benzindirekteinspritzung und maximal 200 kW (272 PS) aus dem 3er und 5er und der biturbogeladene Sechszylinder-Dieselmotor aus den Modellen 335d bzw. 535d mit 210 kW (286 PS). Mit der letztgenannten Motorisierung beschleunigt das Fahrzeug in weniger als sieben Sekunden von 0 auf 100 km/h.
Der Achtzylindermotor im 650i wurde bei der Modellpflege nur geringfügig überarbeitet. Das „Efficient-Dynamics“-Paket sollte den Kraftstoffverbrauch um fünf Prozent senken.
Das optionale Automatikgetriebe wurde durch das Sportautomatikgetriebe ersetzt.

## Ausstattung
Ab September 2008 hielt das neu überarbeitete Festplatten-Navigationssystem (CIC) Einzug in die 6er-Reihe.
Ferner wurde auch ein Sportpaket als Sonderausstattung angeboten. Dessen Umfänge bestanden aus einer sportlicheren Abgasanlage mit eigenem Soundcharakter und Auspuffendrohren in Chrom dunkel, zwei zusätzlichen, längsverlaufenden Rippen in der Motorhaube, nur in Verbindung mit dem Paket erhältliche Außenfarben („Carbonschwarz“ und „Imolarot“) sowie 19-Zoll-Räder im Design „Doppelspeiche 288“ mit Mischbereifung.

## Technische Daten
| Modell | Motorart    | Motorbauart | Hubraum  | max. Leistung bei min−1  | max. Drehmoment bei min−1 | Motorcode | Beschleunigung 0–100 km/h (in Sekunden) | Kraftstoffverbrauch, kombiniert in l/100 km | Listenpreis in Deutschland (1) | Bauzeit         |
| ------ | ----------- | ----------- | -------- | ------------------------ | ------------------------- | --------- | --------------------------------------- | ------------------------------------------- | ------------------------------ | --------------- |
| 630i   | Ottomotor   | R6          | 2996 cm³ | 190 kW (258 PS) bei 6600 | 300 Nm bei 2500–4000      | N52B30    | 6,5                                     | 9,0 [9,6]                                   | 062 000 €                      | 07/2004–06/2007 |
| 630i   | Ottomotor   | R6          | 2996 cm³ | 200 kW (272 PS) bei 6700 | 320 Nm bei 2750–3000      | N53B30    | 6,2                                     | 7,9 [8,3]                                   | 067 000 €                      | 07/2007–07/2010 |
| 645Ci  | Ottomotor   | V8          | 4398 cm³ | 245 kW (333 PS) bei 6100 | 450 Nm bei 3600           | N62B44    | 5,6                                     | 11,7 [12,8]                                 | 072 000 €                      | 08/2003–06/2005 |
| 650i   | Ottomotor   | V8          | 4799 cm³ | 270 kW (367 PS) bei 6300 | 490 Nm bei 3400           | N62B48TÜ  | 5,1                                     | 11,9 [12,9]                                 | 074 000 €                      | 07/2005–07/2010 |
| M6     | Ottomotor   | V10         | 4999 cm³ | 373 kW (507 PS) bei 7750 | 520 Nm bei 6100           | S85B50    | 4,6                                     | 14,8 [15,2]                                 | 112 500 €                      | 07/2005–07/2010 |
| 635d   | Dieselmotor | R6          | 2993 cm³ | 210 kW (286 PS) bei 4400 | 580 Nm bei 1750–2250      | M57D30TÜ  | 6,3                                     | 6,9 [7,2]                                   | 072 500 €                      | 07/2007–07/2010 |

- Werte in eckigen Klammern gelten für Cabriolets

### Alpina
| Modell | Motorbauart | Hubraum  | max. Leistung bei min−1  | max. Drehmoment bei min−1 | Bauzeit         |
| ------ | ----------- | -------- | ------------------------ | ------------------------- | --------------- |
| B6     | V8          | 4398 cm³ | 368 kW (500 PS) bei 5500 | 700 Nm bei 4250           | 07/2005–07/2007 |
| B6 S   | V8          | 4398 cm³ | 390 kW (530 PS) bei 5500 | 725 Nm bei 4250           | 07/2007–07/2010 |

## Alpina B6 GT3

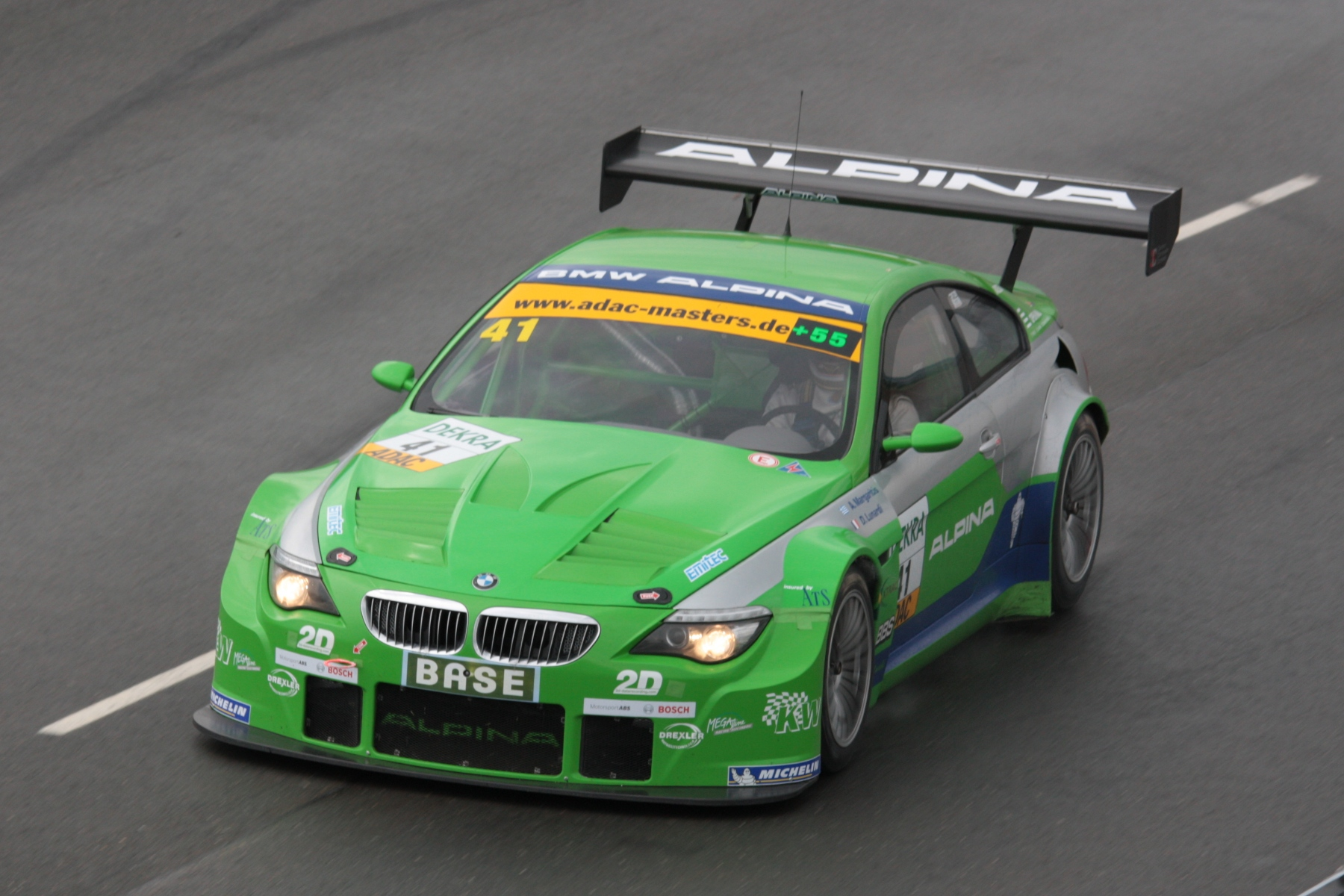
Alpina B6 GT3.

Der Alpina B6 GT3 ist ein Gran-Turismo-Rennwagen der Gruppe GT3 und wurde von Alpina Burkard Bovensiepen auf Basis des gleichnamigen Serienmodells entwickelt.
Besonders erfolgreich war das Fahrzeug im ADAC GT Masters. Von 2009 bis 2012 siegte der Alpina B6 GT3 in dieser Rennserie bei insgesamt zwölf Rennen. Alexandros Margaritis und Dino Lunardi gewannen 2011 im Alpina B6 GT3 die Fahrerwertung im ADAC GT Masters.